# Peter Mosler
Peter Mosler (* 1944 in München; gest. 5. Januar 2023 in Berlin) war ein deutscher Schriftsteller und Pädagoge.

## Leben
Peter Mosler studierte in Erlangen, Athen, Tübingen und Frankfurt am Main. Im Jahr 1965 trat er in die Tübinger Gruppe des Sozialistischen Deutschen Studentenbundes ein. An der Universität Tübingen besuchte er unter anderem Philosophie-Seminare bei Ernst Bloch, dem er sein bestverkauftes Buch, Was wir wollten, was wir wurden. Studentenrevolte – zehn Jahre danach, widmete. 1970 legte er sein Examen in Frankfurt am Main ab. Danach lebte er zeitweise in einem Dorf im Vogelsberg, bevor er nach Berlin verzog.
Er war ab 1974 bis mindestens 1989 freier Schriftsteller. Als solcher beschäftigte er sich wiederholt mit der 68er-Bewegung, der auch er angehört hatte. 

## Publikationen
- Georg Büchners Leonce und Lena: Langeweile als gesellschaftliche Bewusstseinsform. Bouvier, Bonn 1974.
- Erbe der Revolte. Linke Verlage heute. Zum Beispiel: Rotbuch, Trikont, Wagenbach. In: Börsenblatt für den deutschen Buchhandel Band 31/1975, S. 697–705.
- Was wir wollten, was wir wurden. Studentenrevolte – zehn Jahre danach. Rowohlt, Reinbek bei Hamburg 1977, ISBN 3-499-14119-1.
- Die vielen Dinge machen arm. Rowohlt, Reinbek bei Hamburg 1981, ISBN 3-498-04268-8.
- Hüte dich vor dem Zeichen des Widder. Dietz, Berlin/Bonn 1986, ISBN 3-8012-0115-5.
- Als Herausgeber: Schreiben nach Auschwitz. Bund-Verlag, Köln, 1989, ISBN 3-7663-2124-2. Darin enthalten sind die folgenden zwei Beiträge Peter Moslers:
  - Zur Legitimation des Schreibens, S. 7–10.
  - Der breite und der schmale Weg – Über Kunst und Macht, S. 88–106.
- Wir waren bloß die Portiers der Modernisierung – 1967–1968 – 1969 und dreißig Jahre danach. In: Jungle World 34/1998 vom 19. August 1998.
- Wort für Wort. In: Jungle World 40/1998 vom 30. September 1998.
- Die tolle Zeit – Die unvollständigen Erinnerungen an 1968. In: Jungle World 40/1998 vom 30. September 1998.
- 125 Klosterfeld Grundschule Berlin Spandau. Klosterfeld Grundschule, Berlin 2001.
- Paulus Böhmer – die lyrische Performance des stream of consciousness. In: Jan Volker Röhnert und Romina Nicolić (Hrsg.), Dem Meister des langen Atems: Paulus Böhmer zu Ehren, ISBN 978-3-945400-36-4, Edition Faust, Frankfurt am Main 2016, S. 121–125.

## Sekundärliteratur
- Christian Schultz-Gerstein: Grüner Etikettenschwindel. In: Der Spiegel 16/1981 vom 12. April 1981.
- Christian Schultz-Gerstein: Grüner Etikettenschwindel – Lebenssinn stiftende Utopie. In: Rasende Mitläufer, kritische Opportunisten. Porträts, Essays, Reportagen, Glossen. Edition Tiamat, Berlin 2021, ISBN 978-3-89320-280-5, S. 175–178.